# Чаудхури, Ширин Шармин
Ширин Шармин Чаудхури (бенг. শিরীন শারমিন চৌধুরী; род. 6 октября 1966, Чатхил, Восточный Пакистан) — государственный и политический деятель Бангладеш. Действующий спикер Национальной ассамблеи Бангладеш с апреля 2013 года, является первой женщиной на этой должности, а также самым молодым политиком на этом посту. В период с 2014 по 2017 год была председателем Исполнительного комитета Парламентской ассоциации Содружества. Ранее занимала должность государственного министра в министерстве по делам женщин и детей Бангладеш.

## Биография
Родилась 6 октября 1966 года в подокруге Чатхиле, округ Ноакхали, Восточный Пакистан. Её отец Рафикулла Чаудхури был офицером гражданской службы Пакистана и секретарём премьер-министра Бангладеш Муджибура Рахмана в 1972 году. Её мать Наияр Султана была членом Комиссии по государственной службе Бангладеш и директором Даккского колледжа.
В 1985 году окончила женскую школу и колледж Святого Креста. Поступила в Даккский университет, где получила степень бакалавра права в 1989 году, а затем степень магистра права в 1990 году. Затем получила стипендию Содружества наций на обучение в Эссекском университете в Великобритании. В 2000 году получила докторскую степень в области конституционного права и прав человека. 16 июля 2014 года получила почётную степень доктора философии в Эссекском университете.
В 2007—2008 годах была практикующим адвокатом Верховного суда Бангладеш и одним из членов коллегии адвокатов, занимавшимися делами, возбужденными против Шейх Хасины во время правления временного правительства, поддерживаемого армией. Ключевые области работы включали в себя: права человека, конституционное право, гендерные вопросы и судебные проверки в рамках постановлений. Являлась консультантом в нескольких учреждениях, включая: Даккский университет, Университет «BRAC», Даккский международный университет и Бангладешский институт права и международных отношений.
9 июня 2010 года была награждена премией Азиатского общества за гуманитарные услуги в знак признания её лидерской роли в пропаганде противодействию насилия в отношении женщин, а также расширения прав и возможностей женщин и их занятости в Бангладеш. Она получила эту награду от посла США по особым поручениям Мелани Вервир, на гала-церемонии награждения «Global Women Issues» в отеле «Ritz Carlton» в Вашингтоне.
28 января 2014 года была избрана депутатом от избирательного округа Рангпур-6, на место ставшей премьер-министром Шейх Хасины. На дополнительных выборах Авами лиг выдвинула её на пост спикера Национальной ассамблеи. 29 января 2014 года принесла присягу в качестве спикера парламента 10-го созыва, став первым человеком на этой должности, который оставался спикером в течение двух сроков подряд.
9 октября 2014 года была избрана председателем Парламентской ассоциации Содружества на три года на выборах, проведённых в столице Камеруна Яунде. Стала первой гражданкой Бангладеш, занявшей должность в международной организации такого уровня. Бангладеш является членом Азиатского региона Парламентской ассоциации Содружества, крупнейшего парламентского форума в мире, с 1973 года. В 2014 году Бангладеш впервые выдвинул свою кандидатуру за пост председателя Парламентской ассоциации Содружества.
В должности председателя Парламентской ассоциации Содружества в период с 2014 по 2017 год она посетила и председательствовала на ряде знаковых мероприятий. 9 марта 2015 года она обратилась к аудитории, включавшая королеву Елизавету II, членов королевской семьи, а также высокопоставленных лиц Великобритании и Содружества наций на праздновании Дня Содружества в Вестминстерском аббатстве в Лондоне.

## Личная жизнь
Замужем за Саидом Иштиаком Хоссейном, фармацевтическим консультантом. Имеет дочь Ламису Ширин Хоссейн и сына Саида Ибтешама Рафика Хоссейна.

## Публикации
Работала редактором «Bangladesh Legal Decisionss» (BLD), серии юридических отчётов, публикуемых каждый месяц Советом адвокатов Бангладеш с 2003 по 2008 годы. Разработала несколько концептуальных документов по вопросам прав человека с различными соответствующими НПО и правозащитными организациями. Среди опубликованных статей:
- Role of the Judiciary in the Development of Human Rights, опубликовано в 1999 году;
- The Least Dangerous Branch and the Power of Judicial Review: Impact on the Development of Fundamental Human Rights, опубликовано в 2000 году;
- Right to Life and Its Dimensions, опубликовано в 2000 году;
- Practice of Democracy: Importance of Free and Fair Election in Bangladesh;
- Electoral Rights: Bangladesh Perspective;
- Regional Position Paper on Status of Women in South Asia[4].

## Примечание
1. 1 2  Shirin to become first woman Speaker. bdnews24.com. 29 апреля 2013. Архивировано 25 декабря 2018. Дата обращения: 29 апреля 2013.
2. 1 2 3  State Minister's Biography. Ministry of Women and Children Affairs - MoWCA. Дата обращения: 23 марта 2013. Архивировано 25 апреля 2013 года.
3. ↑  University of Essex. Dr Shirin Sharmin Chaudhury - Essex Honorary Graduate (23 июля 2014). Дата обращения: 5 октября 2020. Архивировано 19 декабря 2020 года.
4. 1 2 3  Speaker, Bio. Speaker's Biography. Bangladesh Parliament. Дата обращения: 5 октября 2020. Архивировано из оригинала 8 октября 2020 года.
5. ↑  Shirin reelected as speaker. Shirin reelected as speaker. 29 января 2014. Архивировано 26 июня 2022. Дата обращения: 5 октября 2020.
6. ↑  Sujan, Augustin (9 октября 2014). Shirin Sharmin elected CPA chairperson. risingbd.com. Архивировано 28 ноября 2021. Дата обращения: 5 октября 2020.
7. ↑  Her Majesty The Queen attends Commonwealth Day Observance. Westminster Abbey. Дата обращения: 5 октября 2020. Архивировано 23 февраля 2018 года.